# Una forca per due
Una forca per due è un film del 1964 diretto da Gordon Hessler tratto dal romanzo Catacombs di Jay Bennett.

## Trama
Un marito infedele cerca di uccidere la moglie per poter vivere con la giovane nipote di lei; anche la nipote ha però un amante e alla fine anche il marito uxoricida finirà ucciso.